# Pandit
Pour le nom propre, voir Pandit (homonymie).

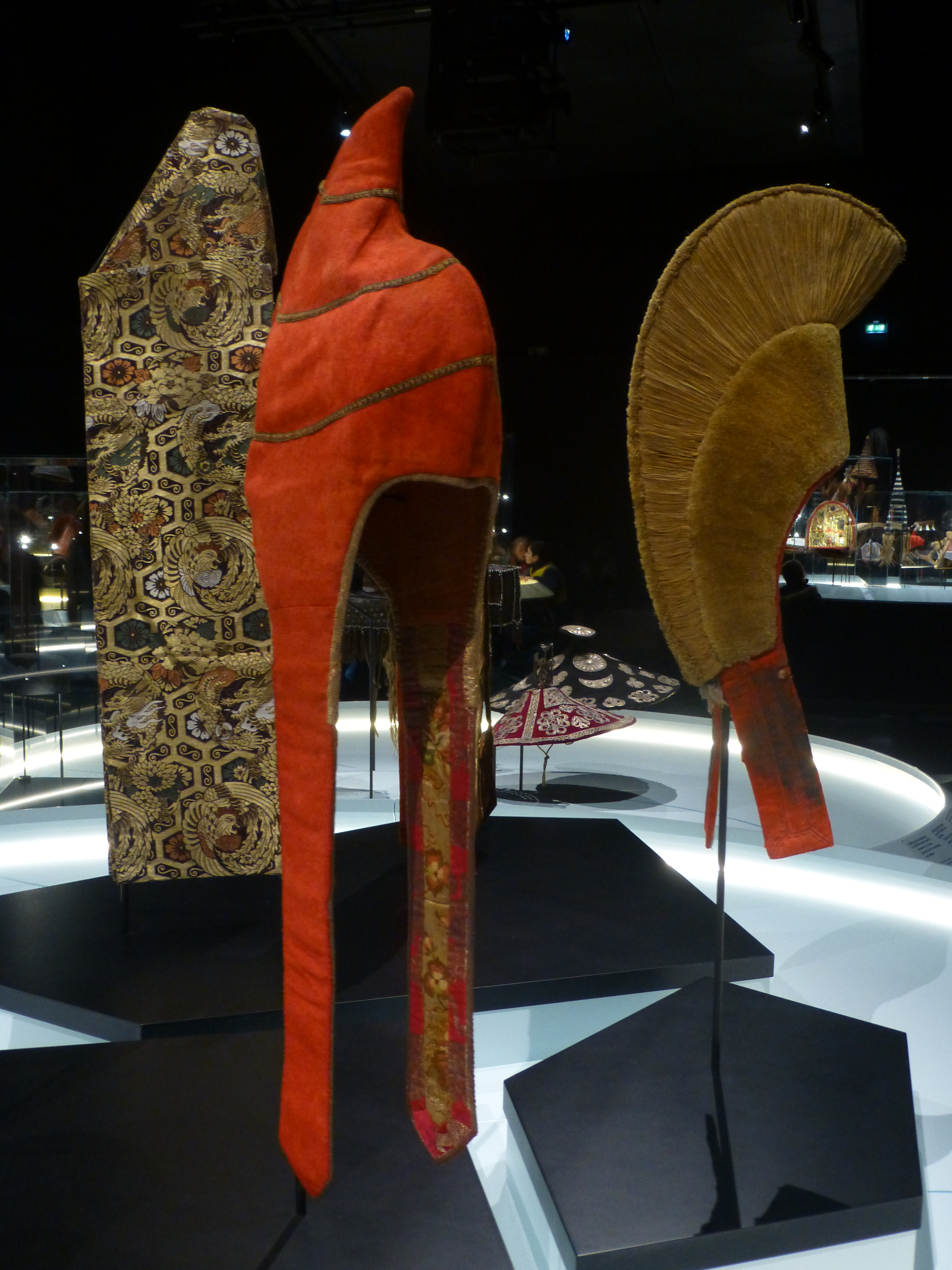
Au centre, en rouge : coiffe de pandit, portée par les hauts dignitaires dans l'école du bouddhisme tibétain des Sakyapa, XXe siècle. Les bandes de fils d'or sur la coiffe attestent du niveau de connaissance de celui qui la porte. Musée des Confluences, Lyon.

Le pandit — ou pundit — (sanskrit : paṇḍita पण्डित , « savant ») est, au sens premier, un hindou qui a étudié les textes sacrés que sont les Vedas, ainsi que leurs mélodies afin de les chanter au cours des rituels. Pandit désigne en outre un lettré hindou issu de la caste des brahmanes. Aujourd'hui, le terme pandit est également un titre honorifique accordé en Inde aux érudits de tous domaines, que ce soit le sanskrit, la religion, la musique, la philosophie, les arts.
Le nom a aussi désigné les explorateurs indiens employés du service de recensement britannique de l'Inde coloniale (Survey of India (en)).
Lorsqu'il précède le nom d'une personne, il commence toujours par une majuscule, et il peut être abrégé sous la forme Pt. ou Pnt. En revanche, employé en tant que nom commun, il s'écrit avec une minuscule. Ainsi, il sera écrit : « le concert de Pandit Ravi Shankar », mais « des pandits ont organisé une cérémonie ».